# バリー・ジェンキンス
バリー・ジェンキンス（英: Barry Jenkins、1979年11月19日 - ）は、アメリカ合衆国の映画監督・脚本家である。現在はロサンゼルスに拠点を置いており、"Medicine for Melancholy" (en) （2008年）や、アカデミー賞をはじめとして多くの映画賞を獲得した『ムーンライト』（2016年）などの作品で知られる。社交クラブアルファ・ファイ・アルファのメンバーでもある。

## 幼少期から大学まで
ジェンキンスは1979年にフロリダ州マイアミのリバティ・シティで生まれた。年長のきょうだいが3人いる。父親はジェンキンスが12歳の時に亡くなったが、彼が自分の実の子どもではないと考え、亡くなる前にジェンキンスの母親とは別居していた。子ども時代を通じて、ジェンキンスは母親と別居して別の女性に育てられ、混み合ったアパートで暮らした。彼はマイアミ・ノースウェスタン高等学校に入学し、フットボールクラブでプレイした。高校卒業後はフロリダ州立大学に進んだ。

## キャリア

### 2000年代：初期の作品
ジェンキンスは、2008年の映画 "Medicine for Melancholy" (en) でデビューした。作品は低予算・自主制作の長編映画で、ワイアット・シナク、トレイシー・ヘギンズ（英: Tracey Heggins）が主演した。作品は批評家の間で好評となった。
この作品の成功を受け、ジェンキンスは「スティーヴィー・ワンダーとタイム・トラベル」（英: Stevie Wonder and time travel）を題材にした長編英雄映画（フォーカス・フィーチャーズ制作）、ジェイムズ・ボールドウィンの小説『ビール・ストリートに口あらば』の翻案を手掛けたが、どちらも制作には至らなかった。彼は大工として働き、広告会社 Strike Anywhere を共同設立した。2011年には、貧民街の高級住宅地化を扱ったSF短編映画 "Remigration" の脚本・監督を担当した。ジェンキンスはこの後、HBOの番組『LEFTOVERS/残された世界』の脚本家になったが、「ほとんど上手く行かなかった」と語っている。

### 2016年：『ムーンライト』の躍進
2016年、ジェンキンスは、タレル・アルヴィン・マクレイニーと脚本を共著し、8年ぶりの新作映画『ムーンライト』を監督した。映画はマクレイニー・ジェンキンス双方の出身地だったマイアミ・リバティ・シティで撮影され、2016年9月にテルライド映画祭で初上映されると、批評家に絶賛され、様々な映画賞を受賞した。『ニューヨーク・タイムズ』のA・O・スコットは、「『ムーンライト』は黒人の身体の気高さ、美しさ、脆さ、そして黒人の生命の存在・肉体的問題を強調している」と述べた。『バラエティ』誌では、「サウス・フロリダでの幼少期を活き活きと描いたバリー・ジェンキンスの描写は、彼の人生における3つのステージを再考するもので、現在のアフリカ系アメリカ人の経験について豊かな洞察を提供してくる」と書かれた。『アトランティック』誌のデイヴィッド・シムズは、「他の偉大な映画と同じように、『ムーンライト』は明確かつ徹底的だ。アイデンティティに関する物語だ——登場人物について考えたことを、観客によく考えるようにも求める、聡明で骨の折れる仕事でもある」と述べた。
作品は多くの映画賞を受賞し、その中にはゴールデングローブ賞 映画部門 作品賞 (ドラマ部門)や、アカデミー作品賞も含まれている。ジェンキンス・マクレイニーはアカデミー脚色賞も受賞したほか、第89回アカデミー賞ではアカデミー監督賞を含めた8部門にノミネートを受けた。

### 2017年 - 現在
ジェンキンスは『ムーンライト』の次回作として、コルソン・ホワイトヘッドの小説 "The Underground Railroad" (en) を原作にしたシリーズと、クラレッサ・シールズの人生を基にした戯曲を制作中である。
『TRUE DETECTIVE』のシーズン4の製作総指揮を務めた。

## フィルモグラフィ

### 映画

#### 監督
| 年   | 題名                                                    | 備考             | 出典   |
| ---- | ------------------------------------------------------- | ---------------- | ------ |
| 2008 | メランコリーの妙薬 Medicine for Melancholy              | 監督・脚本       | [ 26 ] |
| 2016 | ムーンライト Moonlight                                  | 監督・脚本       |        |
| 2018 | ビール・ストリートの恋人たち If Beale Street Could Talk | 監督・脚本・製作 |        |
| 2024 | ライオン・キング:ムファサ Mufasa: The Lion King         | 監督             | [ 27 ] |
| TBA  | Be My Baby                                              | 監督             |        |

#### 製作
| 年   | 題名                                             | 役割       |
| ---- | ------------------------------------------------ | ---------- |
| 2020 | 17歳の瞳に映る世界 Never Rarely Sometimes Always | 製作総指揮 |
| 2022 | aftersun/アフターサン Aftersun                   | 製作       |

## 受賞とノミネート
| 年   | 題名                                       | 映画賞                                   | 部門                                       | 結果       | 出典                        |
| ---- | ------------------------------------------ | ---------------------------------------- | ------------------------------------------ | ---------- | --------------------------- |
| 2008 | メランコリーの妙薬 Medicine for Melancholy | 第8回サンフランシスコ映画批評家協会賞    | マーロン・リグズ賞                         | 受賞       | [ 29 ]                      |
| 2008 | メランコリーの妙薬 Medicine for Melancholy | シカゴ国際映画祭                         | 新人監督コンペティション                   | ノミネート | [ 30 ]                      |
| 2008 | メランコリーの妙薬 Medicine for Melancholy | 第18回ゴッサム・インディペンデント映画賞 | ブレイクスルー監督賞                       | ノミネート | [ 30 ] [ 31 ]               |
| 2008 | メランコリーの妙薬 Medicine for Melancholy | 第24回インディペンデント・スピリット賞   | 新人作品賞                                 | ノミネート | [ 32 ] [ 33 ] [ 34 ]        |
| 2008 | メランコリーの妙薬 Medicine for Melancholy | 第24回インディペンデント・スピリット賞   | Someone to Watch Award                     | ノミネート | [ 32 ] [ 33 ] [ 34 ]        |
| 2008 | メランコリーの妙薬 Medicine for Melancholy | ロサンゼルス映画祭                       | Filmmaker Award for Best Narrative Feature | ノミネート | [ 35 ]                      |
| 2016 | ムーンライト Moonlight                     | 第89回アカデミー賞                       | アカデミー作品賞                           | 受賞       | [ 37 ] [ 38 ] [ 39 ] [ 40 ] |
| 2016 | ムーンライト Moonlight                     | 第89回アカデミー賞                       | アカデミー脚色賞                           | 受賞       | [ 37 ] [ 38 ] [ 39 ] [ 40 ] |
| 2016 | ムーンライト Moonlight                     | 第89回アカデミー賞                       | アカデミー監督賞                           | ノミネート | [ 37 ] [ 38 ] [ 39 ] [ 40 ] |
| 2016 | ムーンライト Moonlight                     | 第74回ゴールデングローブ賞               | 監督賞                                     | ノミネート | [ 41 ] [ 19 ]               |
| 2016 | ムーンライト Moonlight                     | 第74回ゴールデングローブ賞               | 脚本賞                                     | ノミネート | [ 41 ] [ 19 ]               |
| 2016 | ムーンライト Moonlight                     | 第74回ゴールデングローブ賞               | 映画部門 作品賞 (ドラマ部門)               | 受賞       | [ 41 ] [ 19 ]               |
| 2016 | ムーンライト Moonlight                     | 第70回英国アカデミー賞                   | 作品賞                                     | ノミネート | [ 42 ] [ 43 ] [ 44 ]        |
| 2016 | ムーンライト Moonlight                     | 第70回英国アカデミー賞                   | オリジナル脚本賞                           | ノミネート | [ 42 ] [ 43 ] [ 44 ]        |
| 2016 | ムーンライト Moonlight                     | 第12回オースティン映画批評家協会賞       | 監督賞                                     | 受賞       | [ 45 ] [ 46 ]               |
| 2016 | ムーンライト Moonlight                     | 第12回オースティン映画批評家協会賞       | 作品賞                                     | 受賞       | [ 45 ] [ 46 ]               |
| 2016 | ムーンライト Moonlight                     | 第12回オースティン映画批評家協会賞       | 脚本賞                                     | 受賞       | [ 45 ] [ 46 ]               |
| 2016 | ムーンライト Moonlight                     | シカゴ国際映画祭                         | 観客賞（長編物語映画）                     | 受賞       | [ 47 ]                      |
| 2016 | ムーンライト Moonlight                     | 第29回シカゴ映画批評家協会賞             | 監督賞                                     | 受賞       | [ 48 ] [ 49 ]               |
| 2016 | ムーンライト Moonlight                     | 第29回シカゴ映画批評家協会賞             | 作品賞                                     | 受賞       | [ 48 ] [ 49 ]               |
| 2016 | ムーンライト Moonlight                     | ダラス・フォートワース映画批評家協会賞   | 監督賞                                     | 受賞       | [ 50 ]                      |
| 2016 | ムーンライト Moonlight                     | ダラス・フォートワース映画批評家協会賞   | 作品賞                                     | 受賞       | [ 50 ]                      |
| 2016 | ムーンライト Moonlight                     | 第26回ゴッサム・インディペンデント映画賞 | 脚本賞                                     | 受賞       | [ 51 ] [ 52 ]               |
| 2016 | ムーンライト Moonlight                     | 第26回ゴッサム・インディペンデント映画賞 | 長編映画賞                                 | 受賞       | [ 51 ] [ 52 ]               |
| 2016 | ムーンライト Moonlight                     | 第32回インディペンデント・スピリット賞   | 監督賞                                     | 受賞       | [ 53 ] [ 54 ] [ 55 ]        |
| 2016 | ムーンライト Moonlight                     | 第32回インディペンデント・スピリット賞   | 作品賞                                     | 受賞       | [ 53 ] [ 54 ] [ 55 ]        |
| 2016 | ムーンライト Moonlight                     | 第32回インディペンデント・スピリット賞   | 脚本賞                                     | 受賞       | [ 53 ] [ 54 ] [ 55 ]        |
| 2016 | ムーンライト Moonlight                     | 第32回インディペンデント・スピリット賞   | ロバート・アルトマン賞                     | 受賞       | [ 53 ] [ 54 ] [ 55 ]        |
| 2016 | ムーンライト Moonlight                     | 第42回ロサンゼルス映画批評家協会賞       | 監督賞                                     | 受賞       | [ 56 ]                      |
| 2016 | ムーンライト Moonlight                     | 第42回ロサンゼルス映画批評家協会賞       | 作品賞                                     | 受賞       | [ 56 ]                      |
| 2016 | ムーンライト Moonlight                     | ナショナル・ボード・オブ・レビュー賞     | 監督賞                                     | 受賞       | [ 57 ]                      |
| 2016 | ムーンライト Moonlight                     | 全米映画批評家協会賞                     | 監督賞                                     | 受賞       | [ 58 ]                      |
| 2016 | ムーンライト Moonlight                     | 全米映画批評家協会賞                     | 作品賞                                     | 受賞       | [ 58 ]                      |
| 2016 | ムーンライト Moonlight                     | 第82回ニューヨーク映画批評家協会賞       | 監督賞                                     | 受賞       | [ 59 ]                      |
| 2016 | ムーンライト Moonlight                     | 第15回サンフランシスコ映画批評家協会賞   | 監督賞                                     | 受賞       | [ 60 ] [ 61 ]               |
| 2016 | ムーンライト Moonlight                     | 第15回サンフランシスコ映画批評家協会賞   | オリジナル脚本賞                           | 受賞       | [ 60 ] [ 61 ]               |
| 2016 | ムーンライト Moonlight                     | 第15回サンフランシスコ映画批評家協会賞   | 作品賞                                     | 受賞       | [ 60 ] [ 61 ]               |
| 2016 | ムーンライト Moonlight                     | 第69回全米脚本家組合賞                   | オリジナル脚本賞                           | 受賞       | [ 62 ]                      |
| 2016 | ムーンライト Moonlight                     | 第22回クリティクス・チョイス・アワード   | 監督賞                                     | ノミネート | [ 63 ]                      |
| 2016 | ムーンライト Moonlight                     | 第22回クリティクス・チョイス・アワード   | 脚本賞                                     | ノミネート | [ 63 ]                      |
| 2016 | ムーンライト Moonlight                     | 第69回全米監督協会賞                     | 長編映画監督賞                             | ノミネート | [ 64 ]                      |
| 2016 | ムーンライト Moonlight                     | ロンドン映画祭                           | オフィシャル・コンペティション             | ノミネート | [ 65 ] [ 66 ]               |
| 2016 | ムーンライト Moonlight                     | トロント国際映画祭                       | プラットフォーム賞                         | ノミネート | [ 67 ] [ 68 ]               |
| 2016 | ムーンライト Moonlight                     | 第15回ワシントンD.C.映画批評家協会賞     | 監督賞                                     | ノミネート | [ 69 ] [ 70 ] [ 71 ]        |
| 2016 | ムーンライト Moonlight                     | 第15回ワシントンD.C.映画批評家協会賞     | 作品賞                                     | ノミネート | [ 69 ] [ 70 ] [ 71 ]        |
| 2016 | ムーンライト Moonlight                     | 第15回ワシントンD.C.映画批評家協会賞     | 脚本賞                                     | ノミネート | [ 69 ] [ 70 ] [ 71 ]        |